# Bistum San Carlos de Bariloche
Das Bistum San Carlos de Bariloche (lateinisch Dioecesis Sancti Caroli Vurilocensis, spanisch Diócesis de San Carlos de Bariloche) ist eine in Argentinien gelegene römisch-katholische Diözese mit Sitz in San Carlos de Bariloche.
Sie wurde am 22. Juli 1993 durch Papst Johannes Paul II. mit der Päpstlichen Bulle In hac beati aus Gebietsabtretungen des Bistums Viedma errichtet und dem Erzbistum Bahía Blanca als Suffraganbistum unterstellt.
Das Bistum San Carlos de Bariloche umfasst die in der Provinz Río Negro liegenden Departamentos Bariloche, Ñorquincó und Pilcaniyeu.
Die Bistumspatrone sind Unsere Liebe Frau vom Schnee und der heilige Karl Borromäus.

## Bischöfe von San Carlos de Bariloche
- Rubén Oscar Frassia, 22. Juli 1993–25. November 2000, dann Bischof von Avellaneda
- Fernando Carlos Maletti, 20. Juli 2001–6. Mai 2013, dann Bischof von Merlo-Moreno
- Juan José Chaparro Stivanello CMF, 9. Juli 2013–20. Oktober 2022, dann Bischof von Merlo-Moreno
- Juan Carlos Ares, seit 19. Mai 2023

## Weblinks

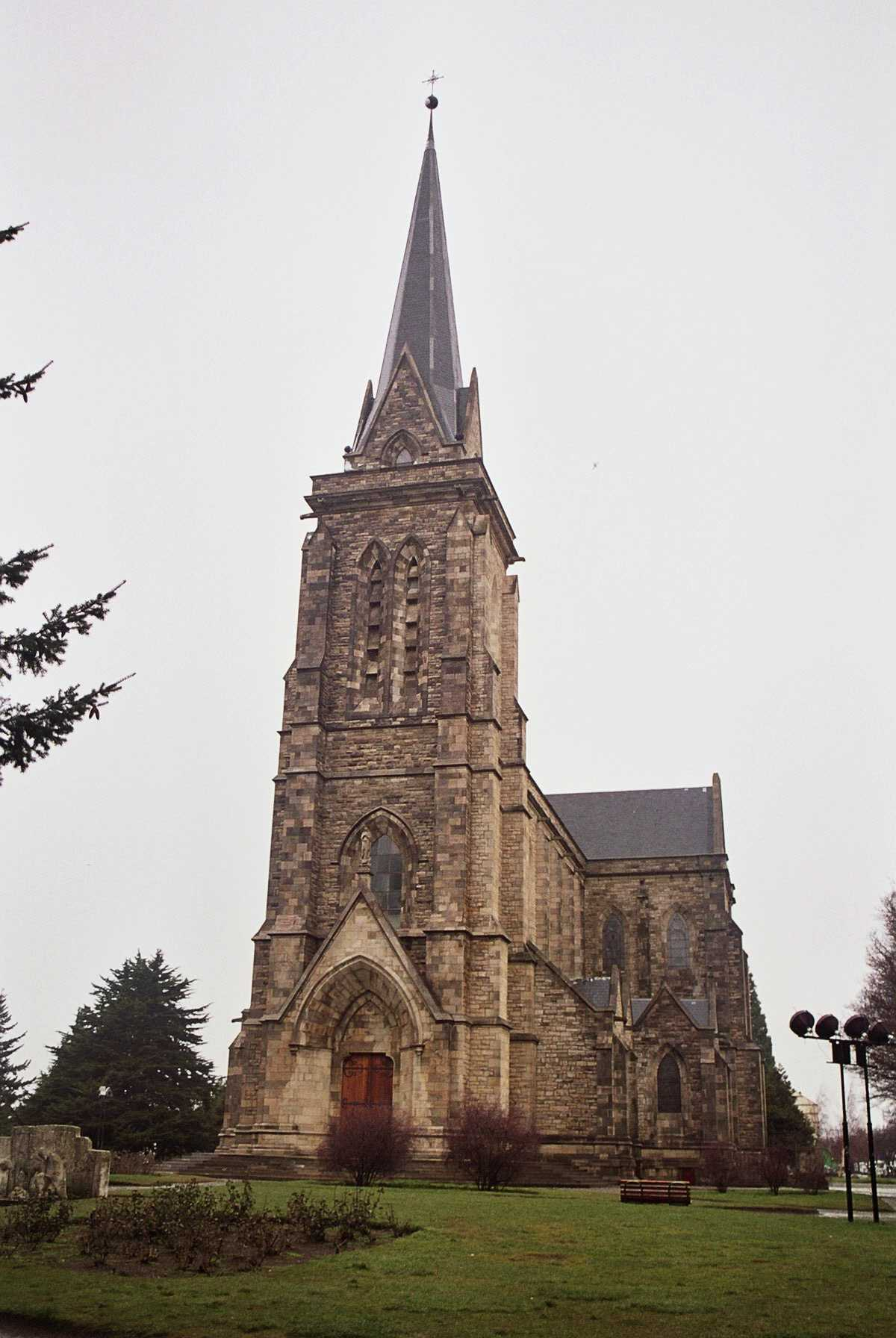
Kathedrale San Carlos